# خدمات مالی هارتفورد
خدمات مالی هارتفورد (به انگلیسی: Hartford Financial Services) شرکت خدمات مالی آمریکایی است، که در زمینه ارائه خدمات بیمه، مدیریت سرمایه‌گذاری، مدیریت دارایی و مدیریت صندوق‌های سرمایه‌گذاری مشترک فعالیت می‌کند.
شرکت هارتفورد در سال ۱۸۱۰ با سرمایه ۱۵ هزار دلاری چند بازرگان محلی در شهر هارتفورد تأسیس شد. دفتر مرکزی این شرکت در شهر هارتفورد، کنتیکت قرار دارد و بخشی از سهام آن در بازار بورس نیویورک معامله می‌شود. شرکت خدمات مالی هارتفورد در سال ۲۰۱۳ در فهرست فرچون ۵۰۰ رتبه ۱۱۲ از بزرگترین شرکت‌های ایالات متحده آمریکا را به خود اختصاص داد. این شرکت همچنین در فهرست بزرگترین شرکت‌های بیمه آمریکا در رتبه ۱۲ قرار دارد.